# Броня

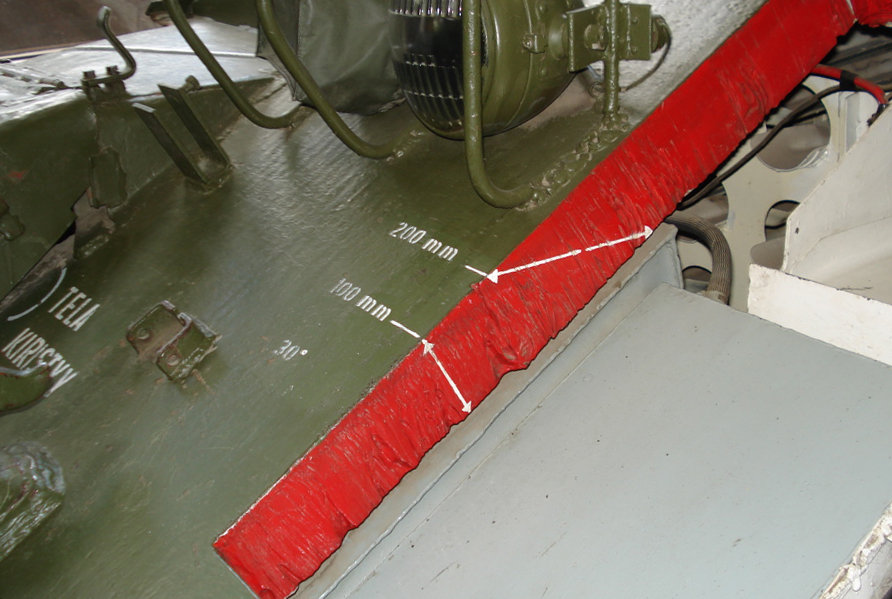
В сучасних танках броньові листи розташовані під кутами до вертикалі

Броня́, також па́нцир, па́нцер — захисний шар матеріалу з достатньо великою міцністю, в'язкістю і іншими механічними параметрами, який виконує функцію перешкоди від різного за силою й інтенсивністю впливу на об'єкт, оточений цим шаром. Поняття «броня» має досить широке тлумачення, але загалом основним значенням є захист.

## Історія виникнення броні

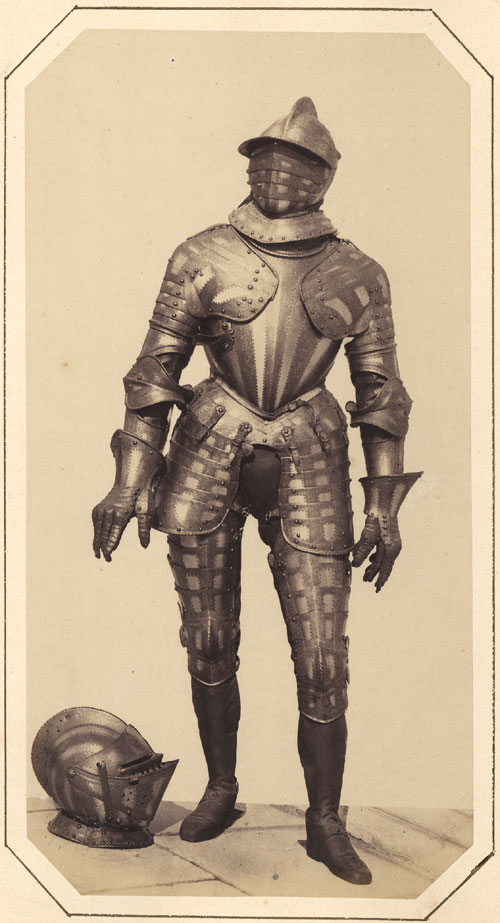

Прототипами броні в давнину були обладунки і щити воїнів. Головним призначенням їх був захист тіла людини від дії на нього зброї (стріл, списів, мечів і шабель). Головними матеріалами служили дерево, шкіра, тонкі пластини металів, кості, ріг. У міру прогресу озброєнь (поява арбалетів і першої вогнепальної зброї) вимоги до товщини і міцності матеріалів обладунків і щитів різко зросли.
З появою вогнепальної зброї, зростанням числа військових конфліктів і інтенсивності ведення боїв в прототипах броні починають переважати конструктивні елементи, виготовлені із заліза і сталі (Хрестові походи). Одночасно знижується застосування м'яких і неміцних сплавів міді (латунь, бронза) і конструктивних елементів з дерева, шкіри і рогу.
У часи стародавніх греків і римлян особисту броню прикрашали орнаментами. На середньому сході було придумано броню із ланцюжків кілець. Вся сукупність прогресу у області військових технологій починає перетворюватися на змагання між зброєю і захистом від нього. Зростання і інтенсивність конфліктів спрощують форму обладунків і щитів до найефективнішої конструкції і зниження її вартості (зменшення кількості прикрас на обладунках і щитах). Надалі широке використання заліза і сталі збільшується на військово-транспортних засобах (вози, кораблі, човни) і на наземних укріплених спорудах. У історичному плані спостерігається збільшення товщини захисних оболонок і поява броні в сучасному сенсі (наприклад, танкова броня, бортова броня кораблів і літаків). Можна сказати, що створення броні різко прискорило прогрес в металургії, термічній і механічній обробці металів.
У 1853 році у Криму висадилися британські, французькі, п'ємонтські і османські війська. Їх похід вважається першим в історії, в ході якого була задіяна військова техніка, зокрема, броньовані кораблі, гармати і кулемети.
Сучасна броня безперервно удосконалюється і з'являються її нові види, але, як і раніше, вона ділиться на декілька основних типів.

## Види і типи броні за призначенням
Типи броні:
- Натільна (обладунки): зброя, що надягає на тіло людини (наприклад бронежилет);
- Транспортна: плити з металів і композиційних матеріалів, куленепробивне скло для захисту екіпажа і пасажирів, активна броня;
- Корабельна: сплави і композити, активна броня, для захисту підводної і надводної частини суден;
- Будівельна: сплави, супербетон, пісок, піни і ін. Захист будівель, військових споруд (наприклад, дот, дзот, бліндажі і ін.);
- Космічна: екрани, дзеркала;
- Кабельна броня;
- Комбінована, рознесена, монолітна[4].

## Матеріали для виробництва броні
Для виробництва броні використовується широкий спектр конструкційних матеріалів, що володіють необхідними механічними властивостями, головними з яких є твердість, міцність, відносне видовження, температура плавлення, модуль пружності. В цілому механічні показники матеріалів для виробництва броні повинні знаходитися на високому рівні. Матеріали, які використовуються для виробництва сучасної броні:
- Високоміцні якісні сталі з великою в'язкістю і відносним видовженням: литі і ковані леговані сталі.
- Дисперсійний зміцнені сплави міді: мідна матриця.
- Високоміцні титанові сплави: титанова матриця плюс волокна.
- Високоміцні композити з берилієвою матрицею.
- Композиційні матеріали зміцнені волокнами металів і ниткоподібними кристалами.
- Вибухові речовини: для виробництва активної броні.
- Пластики, наповнені орієнтованими волокнами вуглецю, оксиду алюмінію, волокнами бору і ін.
- Пластики, зміцнені високоміцними волокнами і з розподіленими порожнинами, наповненими водою або в'язкими рідинами («рідка броня»).
- Високоміцні будматеріали: супербетон, водонаповнений бетон, спеціальні піни (гасіння вибухових хвиль) і ін.

## Призначення броні
Броня має величезне значення для захисту об'єктів, техніки, людей, в період ведення бойових дій (війн), навчань (наближених до бойових), випробувань нового виду озброєнь. Застосування броні підвищує живучість військ і армії, різко збільшує здатність до ведення бою і оборони, оскільки оберігає людей і техніку від загибелі, поранення, виходу з ладу.

## Засоби для ураження броньованих цілей
Такими засобами є потужні види сучасного озброєння, що володіють значною кінетичною або тепловою енергією.
- Легка переносна вогнепальна зброя із збільшеною потужністю: ураження обладунків (бронежилети, шоломи і ін.) на живій силі.
- Легка переносна ракетна зброя: ураження броні літальних апаратів, автомобілів, легких суден.
- Артилерія: ураження броні спецзасобів (танки, БТР, вертольоти, вогневі укріплені точки, військові судна).
- Торпеди: ураження надводної і підводної частини плавальних засобів, захищених бронею.
- Авіабомби: ураження броньованих об'єктів (бункери, доти, бліндажі і ін.) і важкої броньованої техніки.
- Лазерний промінь: ураження віддалених цілей з космосу або в космічному просторі, а також ураження літаків і наземних споруд і техніки.
- Плазма: стаціонарний оптичний розряд в повітрі при самофокусуванні або регульованому фокусуванні лазерного випромінювання (ще в розробці).
- Звукові хвилі: могутні імпульси звуку для руйнування укріплень.
- Радіохвилі: розтріскування бетону (наприклад, наведенням радіохвилі з довжиною хвилі 12 см) перед пострілом або бомбардуванням укріпленої споруди.